# Wojciech Zabłocki

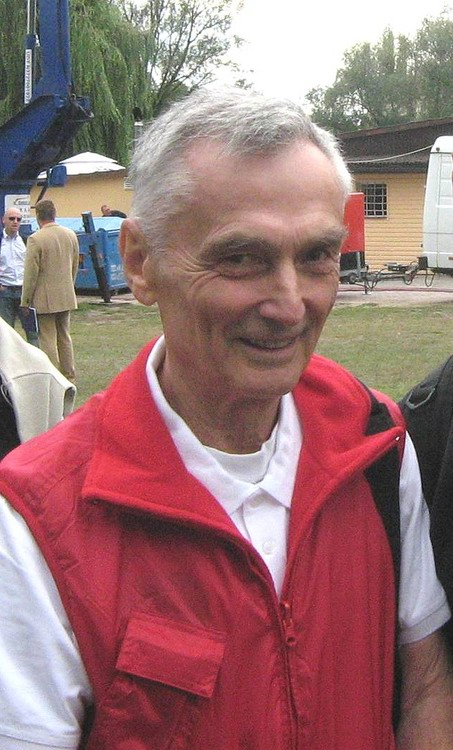
Wojciech Zabłocki (2007)

Wojciech Mikołaj Zabłocki (* 6. Dezember 1930 in Warschau; † 5. Dezember 2020) war ein polnischer Säbelfechter und dreifacher Weltmeister. Beruflich war er als Architekt tätig.

## Erfolge
Zabłocki gewann 1953 bei den Weltmeisterschaften in Brüssel Bronze mit der Säbel-Mannschaft, 1954 bei den Weltmeisterschaften in Luxemburg erfochten sie Silber.
Bei den Olympischen Spielen 1956 in Melbourne erhielt Zabłocki Silber mit der Mannschaft.
1957 bei den Weltmeisterschaften in Paris
und 1958 bei den Weltmeisterschaften in Philadelphia gewann er jeweils Bronze mit der Säbel-Mannschaft.
1959 wurde er in Budapest Mannschaftsweltmeister.
Bei den Olympischen Spielen 1960 in Rom erhielt Zabłocki Silber mit der Mannschaft und erreichte im Einzel den fünften Platz.
1961 wurde er in Turin Mannschaftsweltmeister und holte Bronze im Säbel-Einzel.
1963 wurde er in Danzig erneut Mannschaftsweltmeister.
Bei den Olympischen Spielen 1964 in Tokio erfocht Zabłocki Bronze mit der Mannschaft.

## Schriften (Auswahl)
- Z workiem szermierczym po świecie (1962)
- Podróże z szablą (1965)
- Piórkiem i szablą (1982)
- Architektura dla potrzeb czynnej rekreacji w aglomeracjach miejskich (1968)
- Cięcia prawdziwą szablą (1989)
- Polskie sztuki walki. Miecz oburęczny i szabla husarska (2001)
- Walczę więc jestem (2006)
- Architektura (2007)
- Szable świata (2011)
- Wartime adventures of Stanislaw Marusarz & his awards, in: Journal of Olympic History, vol. 11, September 2003, Nr. 3, S. 22–25 link